# Gerda Weissensteiner
Gerda Weissensteiner, född 3 januari 1969 i Bolzano, Italien, är en italiensk rodel- och bobåkare.
Hon tog OS-guld i damernas rodel i samband med de olympiska bobtävlingarna 1994 i Lillehammer.
Hon tog OS-brons i damernas tvåmanna i samband med de olympiska bobtävlingarna 2006 i Turin.